# Ride the Wild Surf
Pour plus de détails, voir Fiche technique et Distribution.
Ride the Wild Surf est un film américain réalisé par Don Taylor, sorti en 1964.

## Fiche technique
- Titre : Ride the Wild Surf
- Réalisation : Don Taylor
- Scénario : Art Napoleon et Jo Napoleon
- Photographie : Joseph F. Biroc
- Musique : Stu Phillips
- Pays d'origine : États-Unis
- Format : Couleurs - 1,85:1 - Mono
- Genre : romance
- Date de sortie : 1964

## Distribution
- Fabian : Jody Wallis
- Shelley Fabares : Brie Matthews
- Peter Brown : Chase Colton
- Barbara Eden : Augie Poole
- Tab Hunter : Steamer Lane
- Susan Hart : Lily
- Roger Davis : Charlie
- Catherine McLeod : Mrs Kilua
- David Cadiente : Ally Maloha